# Chiesa del Ritrovamento della santa Croce
La chiesa del ritrovamento della santa Croce è un edificio di culto sito nel comune trentino di Predaia. La chiesa fu edificata tra il 1943 e il 1948 su progetto dell'architetto Efrem Ferrari. La costruzione della chiesa vide un grande coinvolgimento della comunità locale, che contribuì attivamente alla raccolta dei fondi e al lavoro manuale.

## Descrizione
La facciata principale è caratterizzata da due ripidi spioventi rivestiti interamente in pietra calcarea e delimitati da contrafforti sagomati simmetrici. Al centro, un settore leggermente avanzato presenta una scalinata semicircolare che porta al portale in porfido violaceo, sovrastato da un ampio oculo strombato e dall'altorilievo del Buon Pastore, opera di Eraldo Fozzer.
Le fiancate simmetriche della chiesa sono scandite da sei contrafforti sagomati e dotate di due monofore per lato. Sul lato destro sporge la sacrestia, mentre sul lato sinistro si trovano il locale caldaia e altri ambienti di servizio collegati al campanile. Quest'ultimo, collocato a sinistra della chiesa, ha una struttura slanciata in pietra e intonaco, sormontata da una copertura piramidale aguzza a otto falde.

## Interni
L'interno della chiesa presenta una navata unica, coperta da volte a botte e divisa in cinque campate. Le pareti sono rivestite in marmo "travertino antico" di Rapolano Terme, fino a un'altezza di 2,60 metri. L'area del presbiterio, rialzata di tre gradini, è illuminata da cinque finestre con vetrate disegnate da Pino Casarini, che realizzò anche l'affresco nell'abside raffigurante l'Invenzione della Santa Croce.

## Storia
La necessità di una nuova chiesa per la crescente popolazione di Coredo fu espressa per la prima volta nel 1865, ma la costruzione fu ritardata per vari motivi, tra cui le guerre. I lavori iniziarono finalmente nel 1943 grazie all’impegno del parroco don Emilio Tonidandel, e la prima pietra fu benedetta da monsignor Carlo De Ferrari il 14 maggio dello stesso anno. La chiesa fu completata nel 1948 e consacrata l'11 settembre 1948.

### Interventi successivi
- 1967-1968: Primo adeguamento liturgico.
- 1972-1973: Bitumatura della piazza antistante.
- 1976: Rinnovo dell’impianto di riscaldamento e riparazione dell'orologio del campanile.
- 1978: Ristrutturazione in occasione del trentesimo anniversario dalla consacrazione.

## Elementi artistici
- Sculture: Il Buon Pastore in facciata, la Via Crucis, l'ambone e il tabernacolo sono opere di Eraldo Fozzer.
- Vetrate e affresco dell'abside sono opere di Pino Casarini.